# Altes Rathaus Hattingen

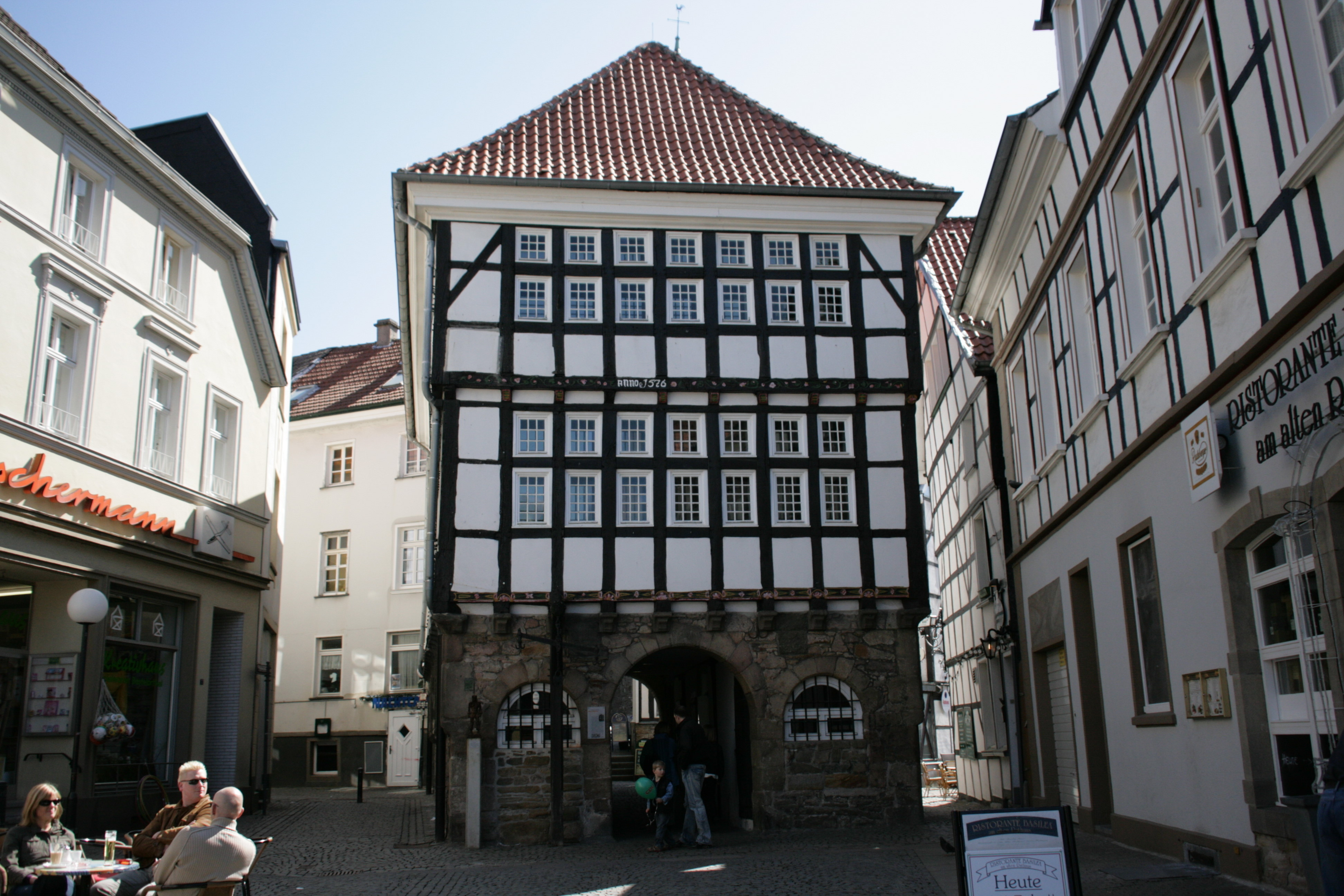
Altes Rathaus

Das Alte Rathaus ist ein Fachwerkhaus in Hattingen. Seit etwa 1420 war das Gebäude eine Markthalle für den Fleischverkauf, errichtet aus Ruhrsandstein. Im Jahre 1576 wurde das Gebäude um zwei Etagen in Fachwerkbauweise aufgestockt und als Rathaus genutzt.
Bei einer Renovierung Ende des 18. Jahrhunderts erhielt das Gebäude große Fenster, das Fachwerk wurde verputzt, das Dach mit den Spitzgiebeln wurde durch ein Walmdach ersetzt und die Halle wurde zu einem Durchgang mit Gefängniszellen umgebaut. Die Passage verbindet den Untermarkt mit dem Kirchplatz.
Im Jahre 1910 zog die Verwaltung in das Neue Rathaus in der Roonstraße um. Ab 1932 befand sich im Haus ein Heimatmuseum, das heutige Stadtmuseum Hattingen in Blankenstein.
In der Nachkriegszeit begann man mit der Wiederherstellung des ursprünglichen Zustands des Fachwerks. Der Kern wurde unter Wahrung der Balkenkonstruktion saniert. Die Restaurierungsarbeiten wurden 1993 beendet. Heute beherbergt es die Galerie des Kunstvereins.

## Lage
- Altes Rathaus Hattingen, Untermarkt 9, 45525 Hattingen